# بلوک دی

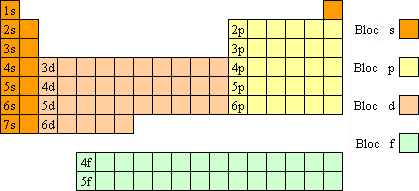
یک جدول تناوبی

بلوک دی بخشی از جدول تناوبی است که از گروه ۳ تا گروه ۱۲ را شامل می‌شود. در این بلوک، زیرلایه دی این عناصر در حال پر شدن است و آرایش الکترونی لایه ظرفیت از s۲d۱ (گروه ۳) آغاز شده و در s۲d۱۰ (گروه ۱۲) پایان می‌یابد. البته در این دنبال دو ناهماهنگی وجود دارد یکی گروه شش؛ به طور مثال برای کروم s۱d۵ (نه s۲d۴) هست و دیگری گروه ۱۱ که s۱d۱۰ به جای s۲d۹ هست.
اعضای این بلوک به عنوان فلز واسطه شناخته می‌شوند.
| گروه → | ۳      | ۴      | ۵      | ۶      | ۷      | ۸      | ۹      | ۱۰     | ۱۱     | ۱۲     |
| ↓ دوره |        |        |        |        |        |        |        |        |        |        |
| ------ | ------ | ------ | ------ | ------ | ------ | ------ | ------ | ------ | ------ | ------ |
| ۴      | ۲۱ Sc  | ۲۲ Ti  | ۲۳ V   | ۲۴ Cr  | ۲۵ Mn  | ۲۶ Fe  | ۲۷ Co  | ۲۸ Ni  | ۲۹ Cu  | ۳۰ Zn  |
| ۵      | ۳۹ Y   | ۴۰ Zr  | ۴۱ Nb  | ۴۲ Mo  | ۴۳ Tc  | ۴۴ Ru  | ۴۵ Rh  | ۴۶ Pd  | ۴۷ Ag  | ۴۸ Cd  |
| ۶      | ۷۱ Lu  | ۷۲ Hf  | ۷۳ Ta  | ۷۴ W   | ۷۵ Re  | ۷۶ Os  | ۷۷ Ir  | ۷۸ Pt  | ۷۹ Au  | ۸۰ Hg  |
| ۷      | ۱۰۳ Lr | ۱۰۴ Rf | ۱۰۵ Db | ۱۰۶ Sg | ۱۰۷ Bh | ۱۰۸ Hs | ۱۰۹ Mt | ۱۱۰ Ds | ۱۱۱ Rg | ۱۱۲ Cn |